# Discriminateur de phase
Pour les articles homonymes, voir Discrimination (homonymie).

Détecteurs à quatre phases. Le flux du signal va de gauche à droite. En haut à gauche se trouve une cellule de Gilbert, qui fonctionne bien pour les ondes sinusoïdales et carrées, mais moins bien pour les impulsions. Dans le cas des ondes carrées, il agit comme une porte XOR, qui peut également être fabriquée à partir de portes NAND. Au milieu à gauche se trouvent deux détecteurs de phase : l'ajout de rétroaction et la suppression d'une porte NAND produisent un détecteur temps-fréquence. La ligne à retard évite une bande morte. Sur la droite se trouve une pompe de charge avec un filtre à sa sortie.

Un discriminateur de phase est un mélangeur de fréquence, un multiplicateur analogique ou un circuit logique qui génère un signal de tension représentant la différence de phase entre deux entrées de signal. C'est un élément essentiel de la boucle à phase asservie (ou PLL, de l'anglais phase-locked loop).
La détection de la différence de phase est très importante dans de nombreuses applications telles que la commande de moteur, les systèmes radar et de télécommunication, les servomécanismes et les démodulateurs.

## Types
On peut classer en deux types les détecteurs de phase pour circuits à boucle à phase asservie. Le détecteur de type I est conçu pour être piloté par des signaux analogiques ou des signaux numériques à onde carrée et produit une impulsion de sortie à la fréquence de différence. Le détecteur de type I produit toujours une forme d'onde de sortie, qui doit être filtrée pour contrôler l'oscillateur commandé en tension (VCO) à boucle à phase asservie. Le détecteur de type II est sensible uniquement à la synchronisation relative des fronts des impulsions d'entrée et de référence et produit une sortie constante proportionnelle à la différence de phase lorsque les deux signaux sont à la même fréquence. Cette sortie aura tendance à ne pas produire d'ondulation dans la tension de commande du VCO.

### Détecteur de phase analogique
Le détecteur de phase doit calculer la différence de phase entre ses deux signaux d'entrée. Posons α la phase de la première entrée et β la phase de la seconde. Cependant, les signaux d'entrée réels du détecteur de phase ne sont pas α et β, mais plutôt des sinusoïdes tels que sin(α) et cos(β). En général, le calcul de la différence de phase impliquerait de calculer l'arc sinus et l'arc cosinus de chaque entrée normalisée (dans le but d'obtenir une phase toujours croissante) et de les soustraire. Un tel calcul analogique s'avère difficile. On peut heureusement simplifier le calcul grâce à certaines approximations.
Supposons que les différences de phase seront faibles (de beaucoup inférieures à un radian, par exemple). L'approximation aux petits angles pour le sinus et la formule d'addition de l'angle sinusoïdal donnent :
{\displaystyle \alpha -\beta \approx \sin(\alpha -\beta )=\sin \alpha \cos \beta -\sin \beta \cos \alpha }
Cette expression suggère qu'un détecteur de phase en quadrature peut être réalisé en additionnant les sorties de deux multiplicateurs. Les signaux en quadrature peuvent être formés grâce à des réseaux à déphasage. 
Au lieu d'utiliser deux multiplicateurs, un détecteur de phase plus courant utilise un seul multiplicateur et une autre identité trigonométrique :
{\displaystyle \sin \alpha \cos \beta ={\sin(\alpha -\beta ) \over 2}+{\sin(\alpha +\beta ) \over 2}\approx {\alpha -\beta  \over 2}+{\sin(\alpha +\beta ) \over 2}}
Le premier terme fournit la différence de phase souhaitée. Quant au deuxième terme, il représente une sinusoïde de deux fois la fréquence de référence, dans le but de facilement le filtrer. Dans le cas de formes d'onde générales, la sortie du détecteur de phase est décrite à l'aide de la caractéristique du détecteur de phase.
Les détecteurs de phase en quadrature et simple multiplicateur ont une sortie qui dépend des amplitudes d'entrée ainsi que de la différence de phase. En pratique, les amplitudes d'entrée des signaux d'entrée sont normalisées avant l'entrée dans le détecteur dans le but de supprimer la dépendance d'amplitude.

### Détecteur de phase numérique

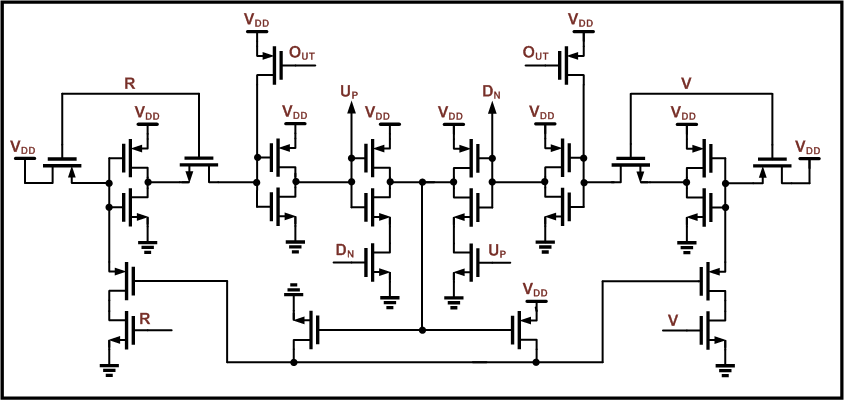
Un exemple de détecteur de fréquence de phase numérique CMOS. Les entrées sont R et V alors que les sorties U_{p} et D_{n} alimentent une pompe de charge.

On peut fabriquer un détecteur de phase adapté aux signaux carrés à partir d'une porte logique OU exclusif (XOR). Lorsque les deux signaux comparés sont complètement en phase, la sortie de la porte XOR aura un niveau constant de zéro. Lorsque les deux signaux diffèrent en phase de 1°, la sortie de la porte XOR sera élevée pendant 1/180e de chaque cycle, la fraction d'un cycle durant laquelle les deux signaux diffèrent en valeur. Lorsque les signaux diffèrent de 180°, c'est-à-dire qu'un signal est élevé alors que l'autre est bas, et vice versa, la sortie de la porte XOR reste élevée tout au long de chaque cycle.
Le détecteur XOR se compare bien au mélangeur analogique dans la mesure où il se verrouille à une différence de phase de près de 90° et a une sortie d'onde carrée à deux fois la fréquence de référence. L'onde carrée change de rapport cyclique proportionnellement à la différence de phase qui en résulte. L'application de la sortie de la porte XOR à un filtre passe-bas produit une tension analogique proportionnelle à la différence de phase entre les deux signaux. Il nécessite des entrées qui sont des ondes carrées symétriques, ou presque. Ses autres caractéristiques sont très similaires à celles du mélangeur analogique en ce qui a trait aux exigences de plage de capture, de temps de verrouillage, de référence parasite et de filtre passe-bas.
Les détecteurs de phase numériques peuvent également être basés sur un circuit d'échantillonnage et de maintien, une pompe de charge ou un circuit logique constitué de bascules. Lorsqu'un détecteur de phase basé sur des portes logiques est utilisé dans une PLL, il peut rapidement forcer le VCO à se synchroniser avec un signal d'entrée, même lorsque la fréquence du signal d'entrée diffère sensiblement de la fréquence initiale du VCO. De tels détecteurs de phase ont également d'autres propriétés souhaitables, telles qu'une meilleure précision lors de petites différences de phase entre les deux signaux comparés. Ceci résulte de la plage de tirage du détecteur de phase numérique, presque infinie par rapport à un détecteur XOR.

### Comparateur de phase
Un comparateur de phase, ou détecteur de fréquence de phase (ou PFD, de l'anglais phase frequency detector) est un circuit asynchrone composé à l'origine de quatre bascules. La logique détermine lequel des deux signaux a un passage par zéro plus tôt ou plus souvent. Lorsqu'on l'utilise dans une application PLL, le verrouillage peut être obtenu même hors fréquence.
Le PFD améliore la plage de tirage et le temps de verrouillage par rapport à des conceptions de détecteur de phase plus simples telles que les multiplicateurs ou les portes XOR. Ces conceptions fonctionnent bien pour deux phases d'entrée déjà proches (près du verrouillage ou en verrouillage), mais fonctionnent mal pour une trop grande différence de phase. Lorsque la différence de phase est trop grande (ce qui se produit pour une grande différence de fréquence instantanée), le signe du gain de boucle peut s'inverser et commencer à éloigner le VCO du verrouillage pendant de courts intervalles. La conception du PFD évite ce problème. Le PFD possède l'avantage de produire une sortie même lorsque les deux signaux comparés diffèrent non seulement en phase, mais aussi en fréquence. Un comparateur de phase empêche une condition de « faux verrouillage » dans les applications PLL, une condition dans laquelle la PLL se synchronise avec la mauvaise phase du signal d'entrée ou avec la mauvaise fréquence (par exemple, une harmonique du signal d'entrée).
Un comparateur de phase de pompe de charge de type bang-bang fournit des impulsions de courant avec une charge totale fixe (positive ou négative) au condensateur agissant comme intégrateur. Un comparateur de phase pour une pompe de charge bang-bang doit toujours avoir une bande morte où les phases des entrées sont suffisamment proches pour que le détecteur déclenche les deux ou aucune des pompes de charge, sans effet total. Les détecteurs de phase bang-bang sont simples, mais associés à une gigue crête à crête minimale importante en raison de la dérive dans la bande morte.
Un comparateur de phase proportionnel utilise une pompe de charge fournissant des quantités de charge proportionnelles à l'erreur de phase détectée. Certains ont des bandes mortes et d'autres pas. Plus précisément, certaines conceptions produisent à la fois des impulsions de commande « vers le haut » et « vers le bas » même lorsque la différence de phase est nulle. Ces impulsions sont petites, nominalement de même durée et amènent la pompe de charge à produire des impulsions de courant positives et négatives à charge égale lorsque la phase est parfaitement adaptée. Les détecteurs de phase avec ce type de système de contrôle ne présentent pas de bande morte et ont généralement une gigue crête à crête minimale plus faible lorsqu'ils sont utilisés dans les PLL.
Dans les applications PLL, il est souvent nécessaire de savoir quand la boucle n'est pas verrouillée. Les détecteurs numériques de phase-fréquence les plus complexes ont généralement une sortie permettant une indication fiable qu'une condition est hors verrouillage.

## Détecteur de phase électronique
Certaines techniques de traitement du signal telles que celles utilisées en radar peuvent nécessiter à la fois l'amplitude et la phase d'un signal dans le but de récupérer toutes les informations codées dans ce signal. Une technique consiste à envoyer un signal limité en amplitude dans un port d'un détecteur de produit et un signal de référence dans l'autre port. La sortie du détecteur représentera la différence de phase entre les signaux.

## Détecteurs de phase optiques
Les détecteurs de phase sont également connus en optique sous le nom d'interféromètres. Pour la lumière pulsée (modulée en amplitude), on dit qu'il mesure la phase entre les porteuses. Il est également possible de mesurer le retard entre les enveloppes de deux impulsions optiques courtes au moyen d'une corrélation croisée dans un cristal non linéaire. Enfin, il est possible de mesurer la phase entre l'enveloppe et la porteuse d'une impulsion optique en envoyant une impulsion dans un cristal non linéaire. Dans ce cristal, le spectre s'élargit et sur les bords, la forme dépend beaucoup de la phase.

## Voir également
- Reconstitution de la porteuse
- Amplificateur différentiel

- Comparateur de phase